# Entodon concinnus
Entodon concinnus là một loài Rêu trong họ Entodontaceae. Loài này được (De Not.) Paris mô tả khoa học đầu tiên năm 1904.

## Hình ảnh

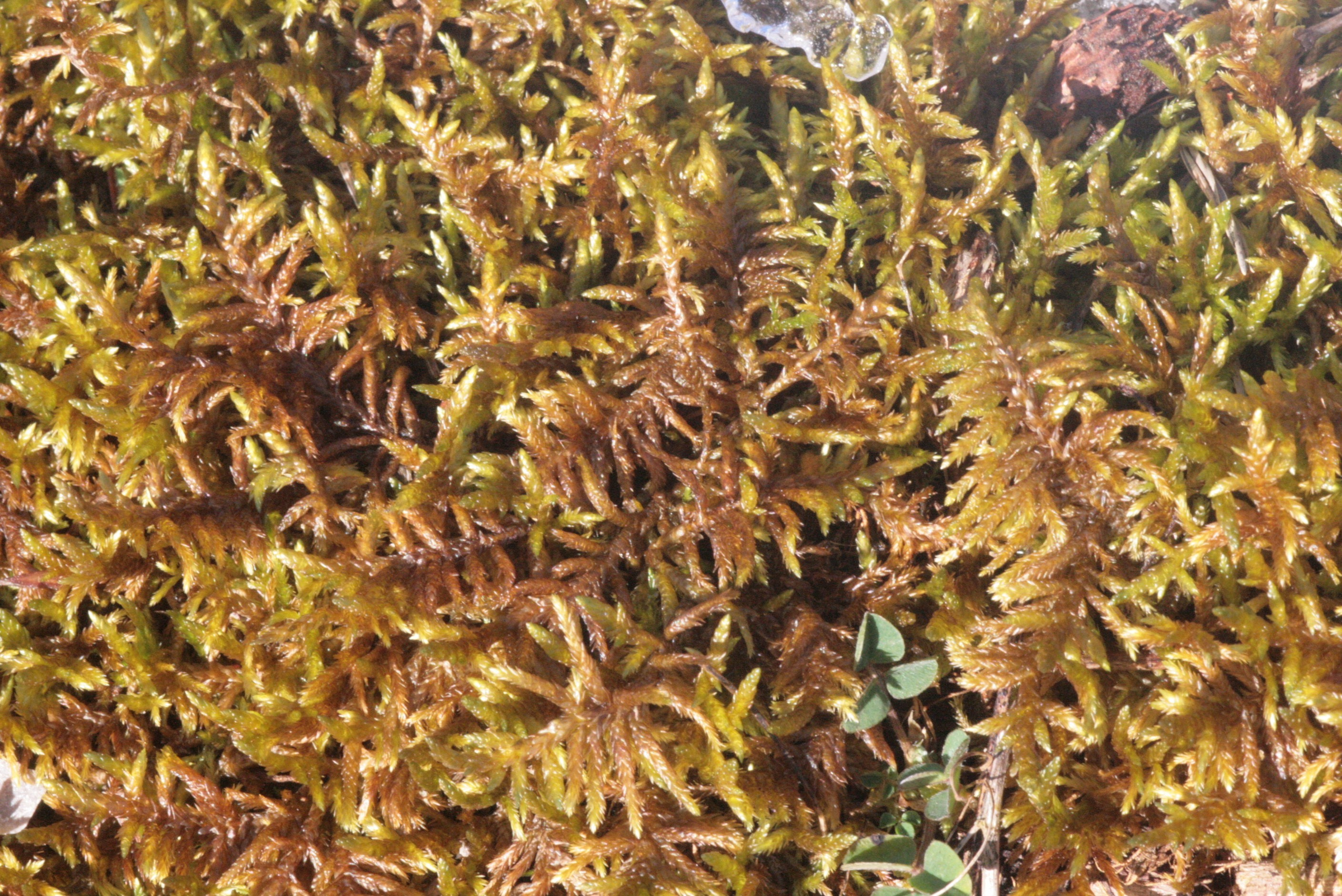